# Observatoire du Cégep de Trois-Rivières
L'Observatoire du Cégep de Trois-Rivières est un observatoire astronomique professionnel situé au 300 rang Sainte-Marie, à Champlain, sur le haut de la première terrasse qui domine la plaine du Saint-Laurent, dans la région de la Mauricie, au Québec. Il possède le code 924 décerné par l'Union astronomique internationale (UAI), attestant de la valeur scientifique de ses équipements.

## Historique
L’Observatoire de Champlain a été construit durant l'été 1980, à la suite d'un projet présenté par Messieurs Daniel Laganière, Clément Lambert, André Landry, Jean-Yves Gagnon et Mario Groleau, ces deux derniers étant membres du Club d'astronomie Jupiter en 1979-1980. Messieurs Gaétan Boucher, Daniel Laganière et André Landry, du département de physique du Cégep de Trois-Rivières, ont supervisé sa construction et son opération, selon les plans de l'architecte Jean-Paul Marchand et grâce au financement de la Fondation du Cégep de Trois-Rivières, de la Fédération des caisses populaires du Centre du Québec et du ministère de l'Éducation. Au départ, il fallait que le terrain possède un « ciel sans pollution lumineuse et industrielle, donc très noir la nuit ». D'autres critères étaient aussi nécessaires. Le Cégep avait hésité entre Champlain et Saint-Célestin.
En juin 2020, le Cégep de Trois-Rivières a annoncé la fermeture prochaine de l'observatoire et son remplacement par un musée scientifique qui sera situé dans le parc de la Rivière-Batiscan. Ce projet estimé à 11,3 million de dollars canadiens inclus deux télescopes Cassegrain de 600 mm, un planétarium et une salle de classe.

## Observatoire astronomique
On y trouve un télescope de 40 cm (16 pouces), une salle multimédia et une salle d'instrumentation. À l'extérieur, une terrasse permet d'observer le ciel en s'aidant de 15 panneaux d'interprétation. Depuis le printemps 2001, à la suite d'une commandite d'Hydro-Québec, les visiteurs peuvent aussi se repérer dans le ciel à l'aide d'un écran de six mètres sur neuf sur lequel sont projetées les cartes des principales constellations.
Le télescope Newton a 40 cm et a été automatisé en 2010 de sorte que le télescope puisse prendre des photos toute la nuit de façon complètement automatique.

### Directeurs
- 1980 - 26 août 2005 : Daniel Laganière[6]
- 2005 à 2010 : Éric J. Allen

### Découvertes

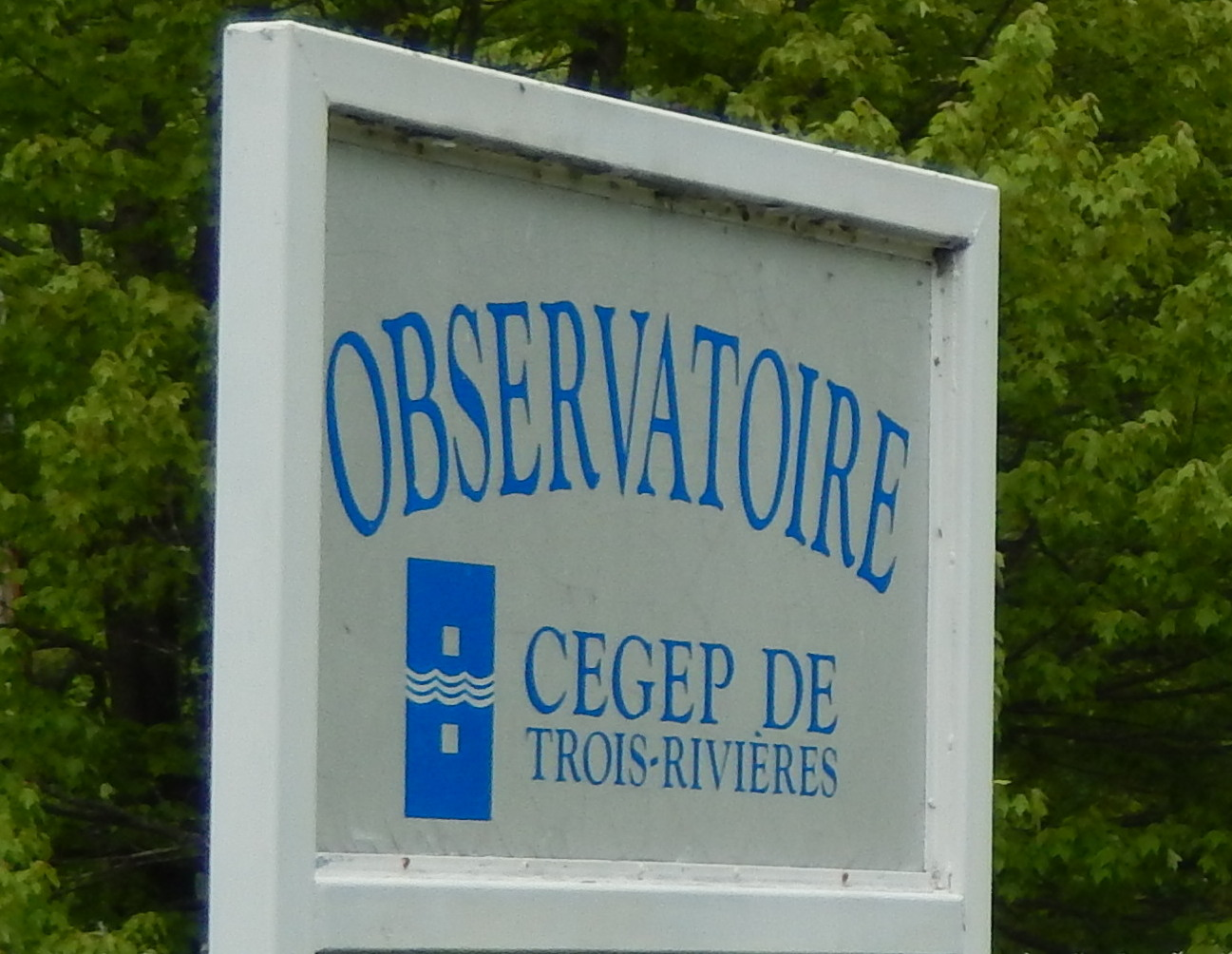
Panneau d'accueil.

Deux astéroïdes ont été découverts grâce à l'Observatoire de Champlain.
Le premier a été découvert le 13 octobre 2004 par l’astronome trifluvien Éric J. Allen. De forme allongée de 6 kilomètres par 8 kilomètres, cet astéroïde tourne sur lui-même en 5 h 47 min 23 s. Il porte le numéro 157329 et a été nommé provisoirement 2004 TM16; il n’avait jamais encore été répertorié par le programme de la Nasa et du Centre des planètes mineures, l’organisme chargé de dépister ces petites planètes. 
Le second a été découvert le 24 novembre 2006 par Éric J. Allen et Claude Champagne. L’orbite de cet astéroïde se trouve entre la planète Mars et Jupiter. Il fait un tour complet du soleil en 3,6 années. Il porte le numéro 161815 et le nom temporaire de 2006 WK30. Cette découverte a valu au Département de physique du Cégep de se mériter, le 6 mars 2007, parmi 23 candidatures provenant de 11 pays, l’une des sept bourses Gene Shoemaker d’une valeur de 3 600 $ US, remises par la Planetary Society pour la recherche d’astéroïdes. Avec le télescope automatisé, « nous pourrons ainsi participer de façon beaucoup plus efficace au réseau international de surveillance des astéroïdes qui pourraient potentiellement entrer en collision avec la Terre », explique Éric Allen.

## Tourisme
La mission de l'Observatoire de Champlain est à la fois pédagogique et touristique. L’Observatoire est également ouvert au public durant l'été. Il présente une exposition permanente et des expositions temporaires portant sur des thèmes liés à l’astronomie et à la science. Les visiteurs peuvent aussi observer le ciel au télescope, l’interpréter et assister à une présentation.
En 2002, un projet d'extension avait été présenté pour faire de l'Observatoire un centre des sciences, consistant en « la construction d'un agrandissement comprenant un auditorium de 100 places avec écran hémisphérique pour spectacles multimédias, d'un centre d'interprétation du ciel ainsi que d'un laboratoire expérimental d'une trentaine de places comprenant un planétaire destiné à l'enseignement de l'astronomie et de l'astrophysique aux jeunes ». Le projet comprenait aussi la construction d'un deuxième dôme muni d'un télescope de 24 pouces. Malgré les résultats positifs de l'étude de faisabilité, le projet n'a pas encore été réalisé à cause des incertitudes causées par un projet d'extension du site d'enfouissement sanitaire situé à proximité. 
L'arrêt en 2003 des subventions au fonctionnement, attribuées par le ministère de la Culture et des Communications par son programme Étalez votre science, avait empêché les responsables d'ouvrir au grand public durant quatre étés, de 2003 à 2006. Avant sa fermeture au grand public en 2003, l'Observatoire accueillait en moyenne 2000 à 3000 personnes par année. Durant cette période, l'Observatoire continuait à servir aux fins scolaires. Depuis 2007, l'Observatoire est rouvert au public.
En 2009, une soirée des perséïdes, organisée conjointement par l'Observatoire de Champlain et le Club d'astronomie Jupiter, de Trois-Rivières, a regroupé pas moins de 500 personnes au quai de Champlain.
L’Observatoire de Champlain est l'un des deux principaux attraits touristiques de Champlain, avec l'église Notre-Dame-de-la-Visitation.